# むたあきこ
むた あきこ（1963年10月29日 - ）は、日本の女性声優。東京都出身。東京俳優生活協同組合所属。本名は牟田 彰子（むた あきこ）。

## 来歴
1988年、俳協演劇研究所16期卒業。

## 人物
声種はメゾソプラノ。
特技は水泳、歌。免許・資格は普通自動車免許、自動二輪小型、英語検定2級、アロマテラピー検定1級、きき酒師。趣味は美術館めぐり、落語鑑賞。
俳協の先輩である池田秀一が初のワイドショー番組『エクスプレス』で（生読み）ナレーションを担当したが、4か月で挫折したためにむたが急遽、「七色の声を持つ声優」と後任に抜擢された。
『忍たま乱太郎』では大川シゲ役と笹山兵太夫役の二役を担当している。シゲは「しんべヱさまが大好き」というところ以外はその場その場で判断して生きているように演じているという。また、小さくて丸顔とマイペースな性格が自身と似ているとコメントしている。兵太夫は当初はからくり好きという設定がなく、周りが芸達者ばかりだったので、子役が演じているような路線で演じることで住み分けしようと考えていたという。途中からマニアックな一面がクローズアップされ、結果的に「純粋にからくりが好きな少年であって、ヤバい奴ではない」というキャラで演じることが出来ていてよかったという。

## 出演
太字はメインキャラクター。

### テレビアニメ
- 風の中の少女 金髪のジェニー（1992年、ローザ）
- ママは小学4年生（1992年、杉田みらい）
- クレヨンしんちゃん（1993年 - 、ふきでものマリー[7]、客B 他）
- 忍たま乱太郎（1993年 - 2025年[8]、シゲ[9]、兵太夫[9]、音吉、如月〈代役〉、竜王丸の妻〈代役〉 他）
- 下級生（1999年、飯島美雪の母）
- こみっくパーティー（2001年 - 2005年、芳賀玲子） - 2シリーズ[一覧 1]
- 名探偵コナン（2009年 - 2023年、バイク便 / ハンマー男、湯地志信、石原理香子、円城佳苗、泉巴）
- 蟲師 続章（2014年、トキの母）
- ドラえもん（テレビ朝日版第2期）（2024年、鏡）

### 劇場アニメ
- 映画 忍たま乱太郎（1996年、シゲ[10]）
- クレヨンしんちゃん 爆発!温泉わくわく大決戦（1999年、マリー）
- 風を見た少年（2000年）
- クレヨンしんちゃん 嵐を呼ぶジャングル（2000年、マリー）
- 白いファンタジア（2007年、大原優子）
- クレヨンしんちゃん オタケベ!カスカベ野生王国（2009年、ふきでものマリー）
- 劇場版アニメ 忍たま乱太郎 忍術学園 全員出動!の段（2011年、兵太夫[11]、シゲ[12]）
- 名探偵コナン 業火の向日葵（2015年、アナウンサー）
- クレヨンしんちゃん 爆盛!カンフーボーイズ〜拉麺大乱〜（2018年、ふきでものマリー）
- クレヨンしんちゃん 激突! ラクガキングダムとほぼ四人の勇者（2020年、ふきでものマリー）
- クレヨンしんちゃん オラたちの恐竜日記（2024年、ふきでものマリー）
- 劇場版 忍たま乱太郎 ドクタケ忍者隊最強の軍師（2024年、兵太夫）

### OVA
- こみっくパーティーRevolution（2003年、芳賀玲子）

### ゲーム
- シェイプシフター 魔界英雄伝（1992年、テンマック・ザ・ゴルデン 他）
- EVE burst error（1997年、松乃広美） - セガサターン / Windows 95版
- 逢魔が時2（2001年、杏子）
- こみっくパーティー（2001年、芳賀玲子） - ドリームキャスト版
- テネレッツァ（2003年、カロリーネ）
- michigan（2004年、デボラ・フレア）
- クレヨンしんちゃん 伝説を呼ぶ オマケの都ショックガーン!（2006年、吹き出ものマリー）
- クレヨンしんちゃん 最強家族カスカベキング うぃ〜（2006年、吹き出ものマリー）
- 幻想水滸伝V（2006年、ローレライ、サギリ、ルウ）
- クレヨンしんちゃんDS 嵐を呼ぶ ぬってクレヨ〜ン大作戦!（2007年）
- クレヨンしんちゃん ショックガ〜ン!伝説を呼ぶオマケ大ケツ戦!!（2010年、マリー）
- 忍たま乱太郎 学年対抗戦パズル!の段（2010年、シゲ[13]）
- クレヨンしんちゃん 宇宙DEアチョー!? 友情のおバカラテ!!（2011年）
- クレヨンしんちゃん 嵐を呼ぶ カスカベ映画スターズ!（2014年、ふきでものマリー）

### ドラマCD
- ドラマCD 俺の下であがけ TARGET2：山口・吉岡（2003年、小学生時代の壱哉）
- 恋ギグ -Let It Bleed-（2007年、ミックの祖母）
- 忍たま乱太郎 ドラマCD シリーズ（2011年 - 2016年、笹山兵太夫、大川シゲ） - 3作品[一覧 2]

### 吹き替え
- ER緊急救命室（ジン・メイ・チェン〈ミン・ナ〉）
- 名探偵ポワロ 鳩のなかの猫（ブランシュ）

### 特撮
- スーパー戦隊シリーズ
  - 超獣戦隊ライブマン（1988年、ベガベビーの声）
  - 地球戦隊ファイブマン（1990年、銀河卵の声）
  - 鳥人戦隊ジェットマン（1991年、試作ロボットG2の声）
  - 恐竜戦隊ジュウレンジャー（1992年、ドーラピクシーの声）
  - 五星戦隊ダイレンジャー（1993年、ゴーマ3バカ・電話先生の声[14][15]）
  - 忍者戦隊カクレンジャー（1994年、鏡の声）
  - 超力戦隊オーレンジャー（1995年、ベビーシッターピノキオの声、ペットピノキオの声）
- 特救指令ソルブレイン（1991年、T-01の声）
- 特捜エクシードラフト（1992年、NASA観測衛星シーガルの声）
- 大予言/復活の巨神（1992年）
- ブルースワット（1994年、ミール獣の声、パルスの声、マニーの声）

### テレビ番組
- ドリフ大爆笑（1991年、フジテレビ） - 歌手志望者 役
- 今夜もドル箱S（1995年 - 1998年、テレビ東京） - プチかおりっきぃの声
- ふしぎワールド（2006年 - 2011年、NHK教育） - ナレーション、リカの声 他
- みいつけた!（2009年 - 、NHK Eテレ） - カブの声、スワリンの声 他
- 激!今夜もドル箱（2016年、テレビ東京） - パラオくんの声、子分ヤバイラーの声

### ナレーション
- 阿藤快のぶらり“快”的うまい旅（BS11）
- エクスプレス（TBS） - 火曜日専属
- エンジョイライフ『ハーブを楽しむ』（NHK-BS1）
- ガンダム宇宙世紀大全（NHK-BS2）
  - 第二夜「実物のガンダムを夢見て」
  - 第五夜「福井晴敏が語るガンダムUC」
- 月曜プレミア!「TVチャンピオンR 世界包丁細工王決定戦」（テレビ東京）
- サキどり↑（NHK総合）
- THE・サンデー（日本テレビ系列）
- 世界探訪!空港物語 WONDER AIRPORT やしま・ミチコの空辞苑（BS日テレ）
- 世界のリポート（NHK-BS1）
- セントラル警備保障 ラジオCM
- 楽しさいっぱい写真旅 自然絶景！富士山スペシャル 前編・後編（BS11）
- 報道ステーション（テレビ朝日系） - 木、金曜担当
- レディス4 → L4 YOU!（テレビ東京） - 不定期

### シリーズ一覧
1. ↑  第1期（2001年）、第2期『Revolution』（2005年）
2. ↑  『作法委員会の段』（2011年）、『一年は組の段』（2014年）、『は組の段〜下巻〜』（2016年）